# Cordelle
Cordelle is een gemeente in het Franse departement Loire (regio Auvergne-Rhône-Alpes). De plaats maakt deel uit van het arrondissement Roanne. Cordelle telde op 1 januari 2022 944 inwoners.

## Geografie
De oppervlakte van Cordelle bedroeg op 1 januari 2022 26,64 vierkante kilometer; de bevolkingsdichtheid was toen 35,4 inwoners per km².

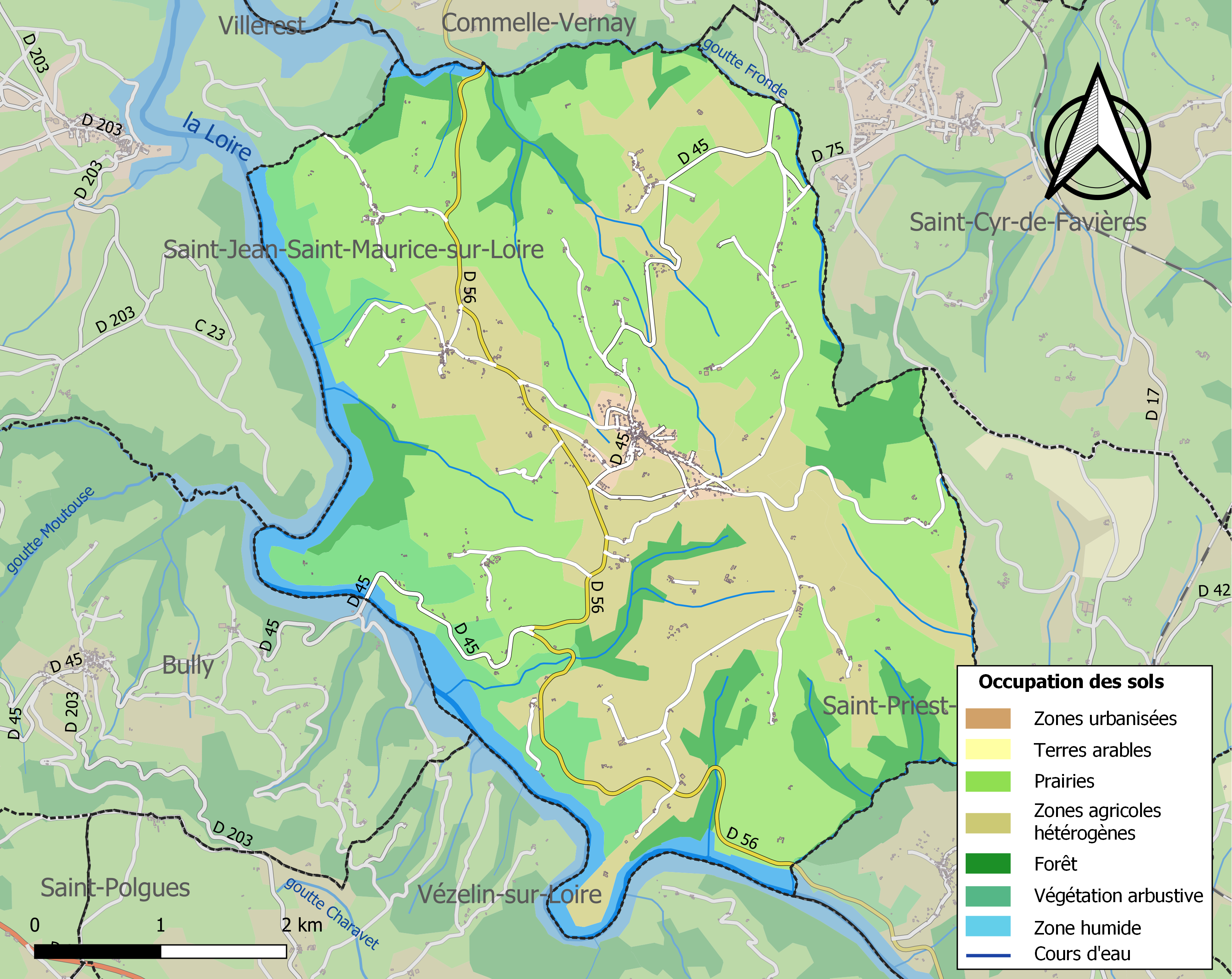
Kaart van de gemeente met de belangrijkste infrastructuur, bodemgebruik en omliggende gemeenten

## Demografie
Onderstaande figuur toont het verloop van het inwonertal (bron: INSEE-tellingen).